# Elektrische Bahnen (Zeitschrift)
Die eb Elektrische Bahnen - Elektrotechnik im Verkehrswesen ist eine seit 1903 erscheinende technisch-wissenschaftliche Eisenbahn-Fachzeitschrift zu den Themen elektrischer Zugverkehr und Bahnstromversorgung, Energieerzeugung- und übertragung sowie zum Gesamtsystem Elektrische Bahn. Das Magazin erscheint mit einer Druckauflage von 1.300 Exemplaren. 
Jährlich erscheinen zehn Ausgaben, bei je einer Doppelausgabe im Januar/Februar und April/Mai oder August/September (je nach Hauptmesse/-veranstaltung des Jahres).

## Geschichte
Die Zeitschrift wurde 1903 als „Elektrische Bahnen: Zeitschrift für das gesamte elektrische Beförderungswesen“ gegründet. Über die Jahre änderte sich der Titel mehrmals. So hieß sie 1907 bis 1922 „Elektrische Kraftbetriebe und Bahnen – Zeitschrift für das Gesamte Anwendungsgebiet elektrischer Triebkraft“. Ab 1925 kehrte man zum Titel „Elektrische Bahnen“ mit wechselnden Untertiteln zurück.
Im Jahr 1944 wurde die Zeitschrift vorläufig eingestellt und ab 1950 wieder herausgegeben.
Einmal jährlich erscheint die internationale Ausgabe in englischer Sprache. Darüber hinaus ist die Elektrische Bahnen (eb) Mitveranstalter der acrps-Konferenz, einer seit 2003 im Zweijahresrhythmus in Leipzig durchgeführten und weltweit die größte ihrer Art speziell zum Thema AC-Bahnenergieversorgung stattfindenden Branchen-Veranstaltung.
Neben der Fachzeitschrift werden im Portfolio der eb auch Fachbücher zum Gesamtsystem Elektrische Bahnen angeboten. Von September 2016 bis Ende 2017 erschien die eb Elektrische Bahnen im Verlag ITM InnoTech Medien GmbH in Augsburg.
Dann wurden die Rechte wurden an den Georg-Siemens-Verlag verkauft, bei dem die Zeitschrift seit Heft 1/2018 erscheint.